# Antoni Łuszczkiewicz

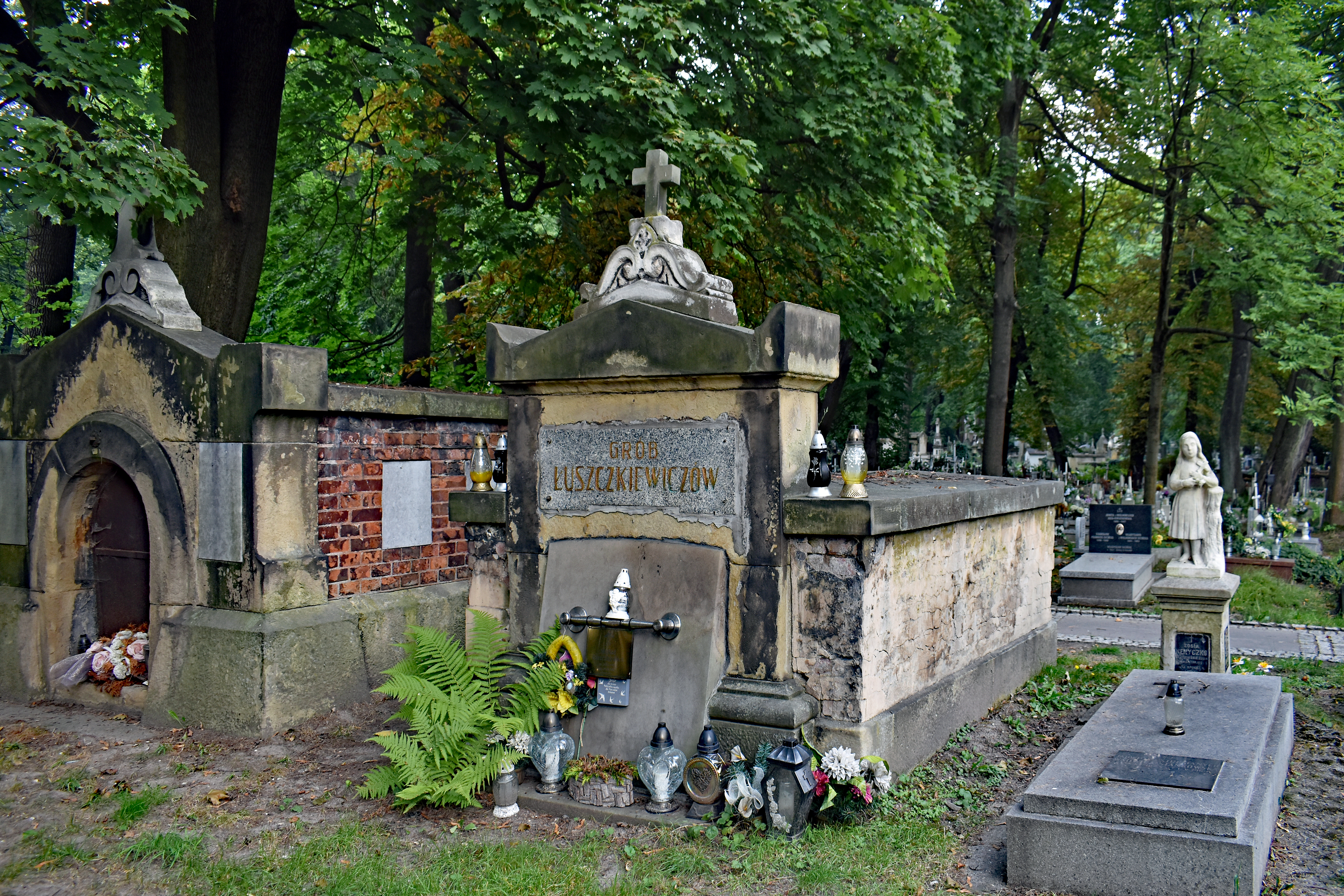
Cmentarz Rakowicki.
Grobowiec rodziny Łuszczkiewiczów.

Antoni Łuszczkiewicz (ur. 19 stycznia 1838 w Krakowie, zm. 14 grudnia 1886 tamże) – polski architekt, budowniczy związany z Krakowem.

## Życiorys
Syn Mateusza Michała (1800-1883) dyrektora (od 1850) Instytutu Technicznego w Krakowie oraz Emilii Antoniny Józefy z Krzyżanowskich, brat Władysława. Studiował w krakowskim Instytucie Technicznym, a następnie w Wiedniu i w latach 1858–1860 w Berlinie. Po powrocie do Krakowa zatrudniony został w CK Krajowej Dyrekcji Budownictwa. Projektował budynki w stylu neoklasycyzmu. W latach 1878–1879 zrealizował najstarsze skrzydło klasztoru OO Jezuitów przy ulicy Kopernika, w 1878 wzniósł willę przy ulicy Rakowickiej 15, w 1874 na polecenie Józefa Badeniego wybudował klasycystyczny dwór w Wadowie, a także: pałacyk Tarnowskich przy ulicy Szlak 71, w 1882 wybudował pałac Juliana Dunajewskiego. W 1885 zaprojektował dla Jerzego Moszyńskiego pałac w Łoniowie. Jedną z ostatnich prac był w latach 1885–1886 projekt szkoły w Chyrowie. Z urzędu prowadził nadzór nad budową gmachów rządowych. Nadzorował powstanie Koszar im. Arcyksięcia Rudolfa przy ulicy Warszawskiej, szpitala dziecięcego św. Ludwika, szpitala św. Łazarza. Był ponadto budowniczym Collegium Novum, realizowanym według projektu Feliksa Księżarskiego. Dla siebie jako dom własny stworzył w 1872 willę Zofiówkę przy ulicy Kopernika 30.
Pochowany w grobowcu rodzinnym w kwaterze 23 (pas południowy) na cmentarzu Rakowickim.

## Galeria

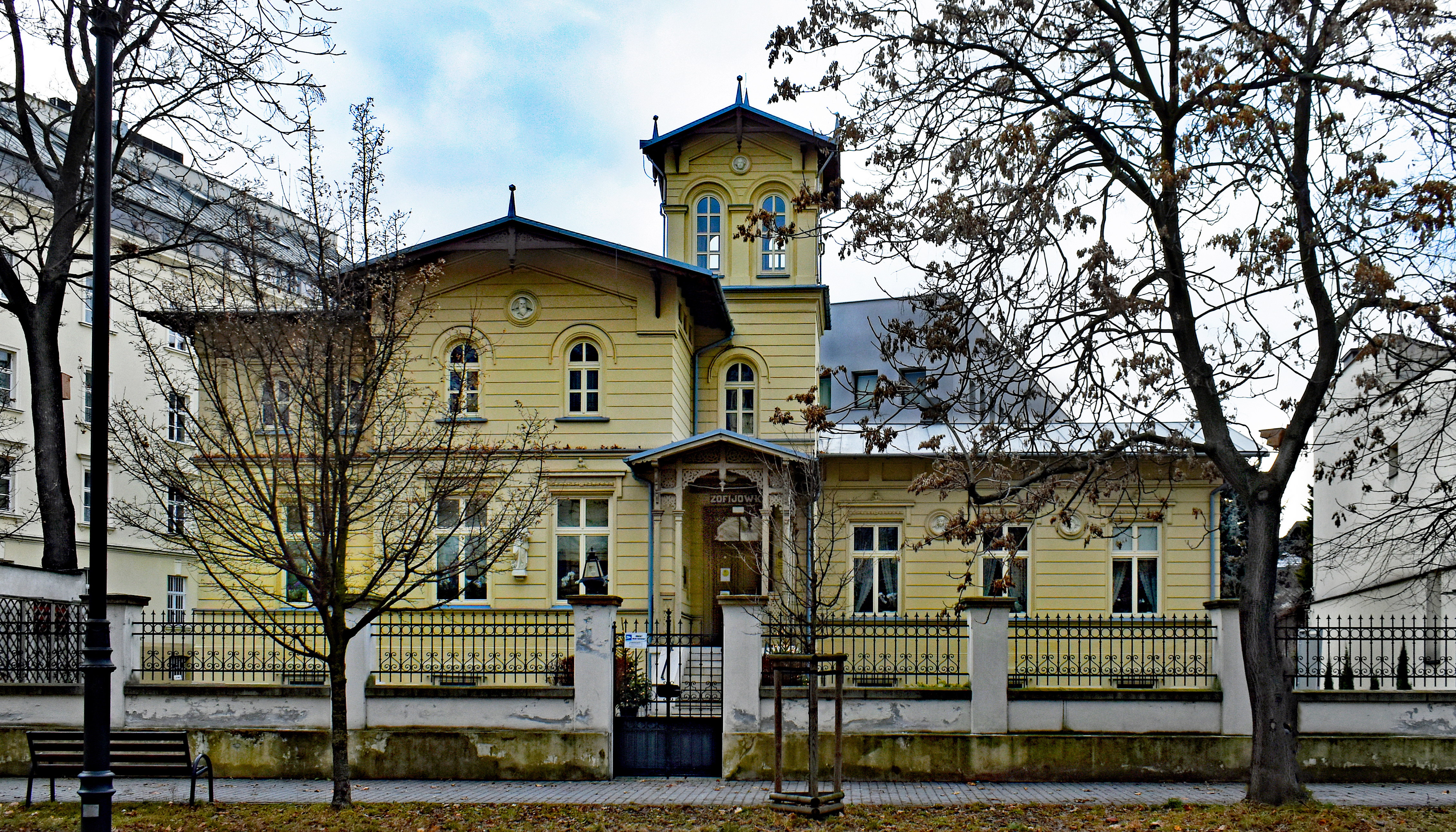
Willa Zofiówka, 1872 Kraków ul. Kopernika 30
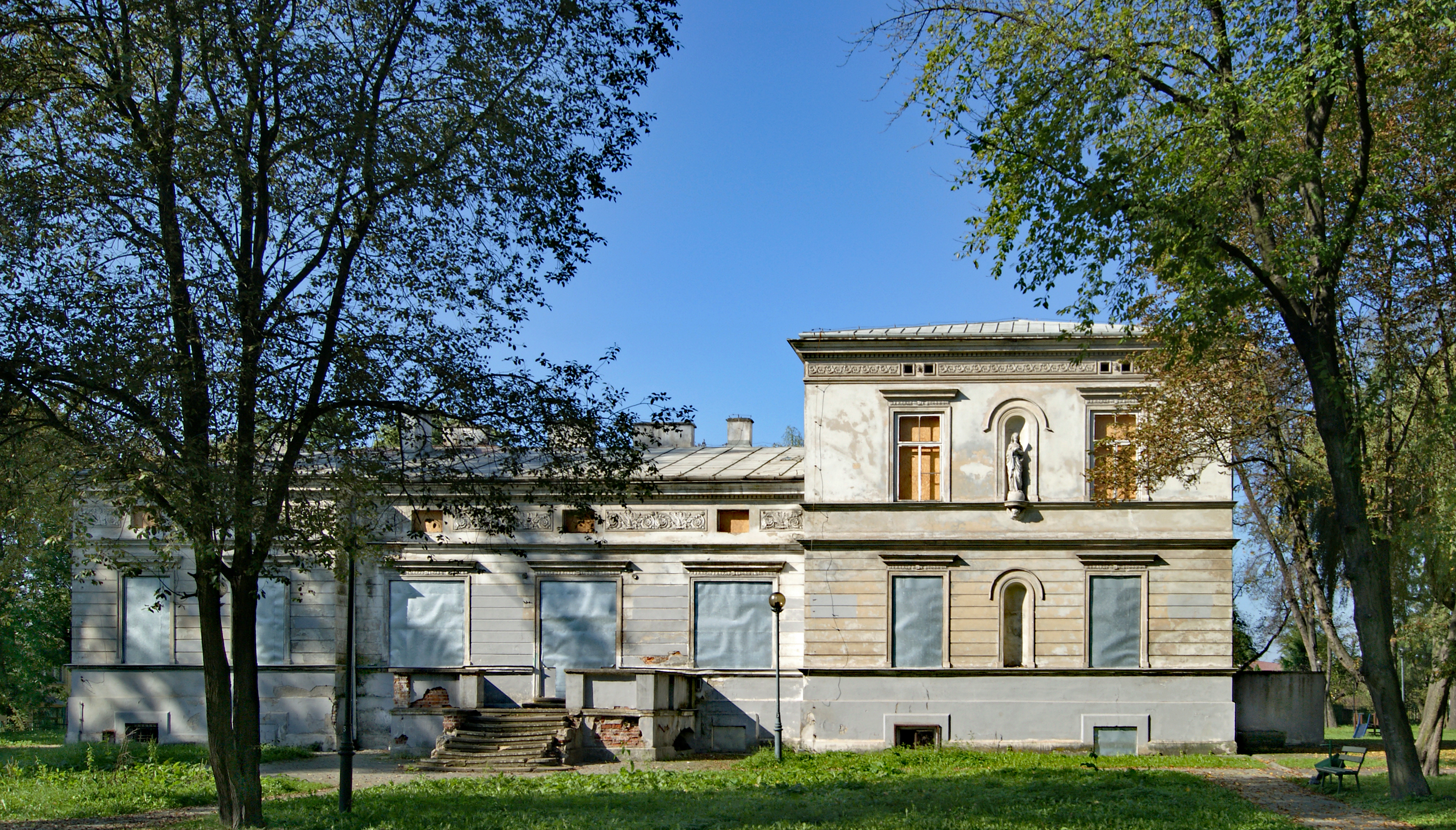
Dwór Badenich w Wadowie, 1874 Kraków ul. Glinik 63
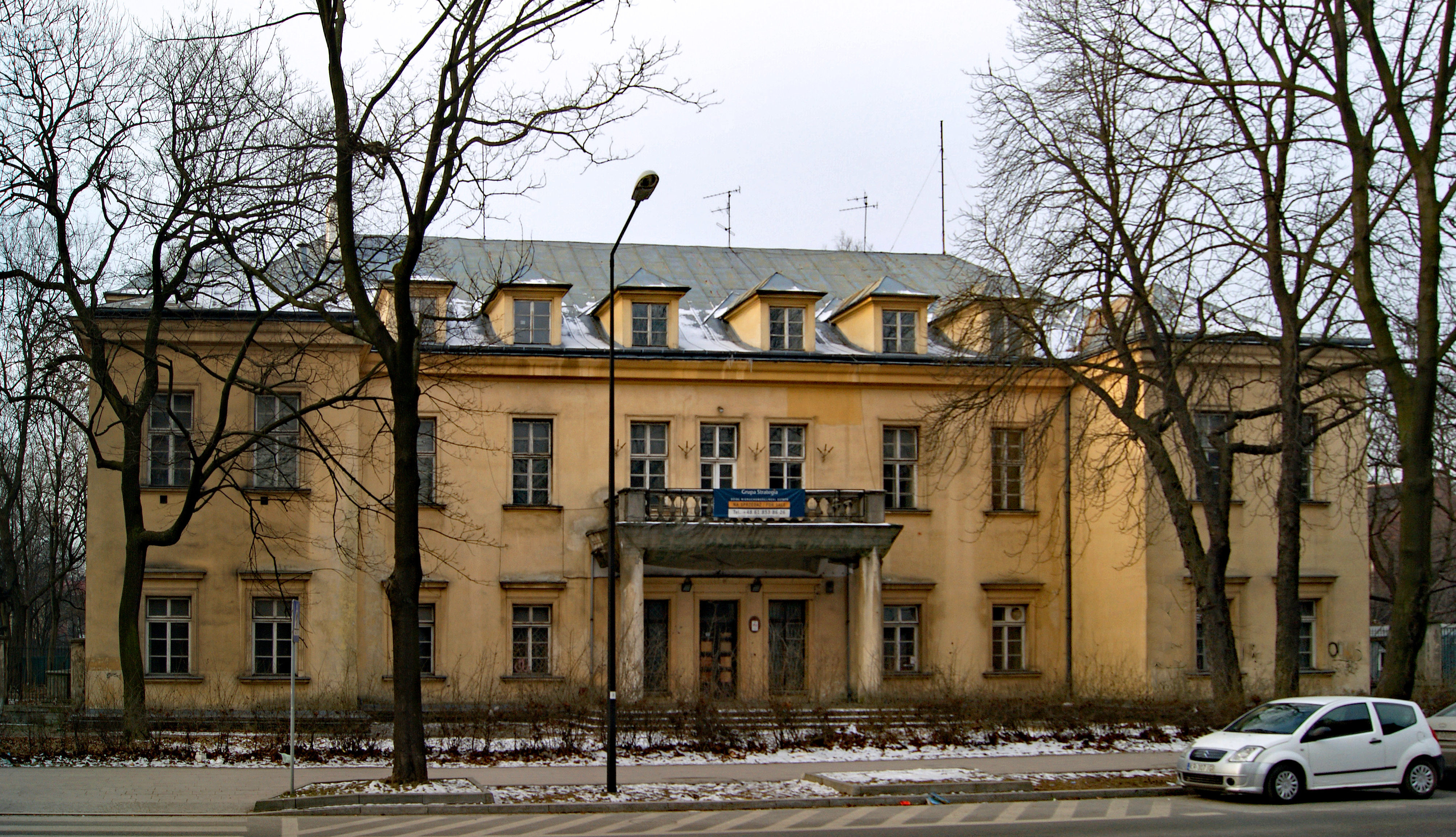
Pałac Na Szlaku, 1878 Kraków  ul. Szlak 71
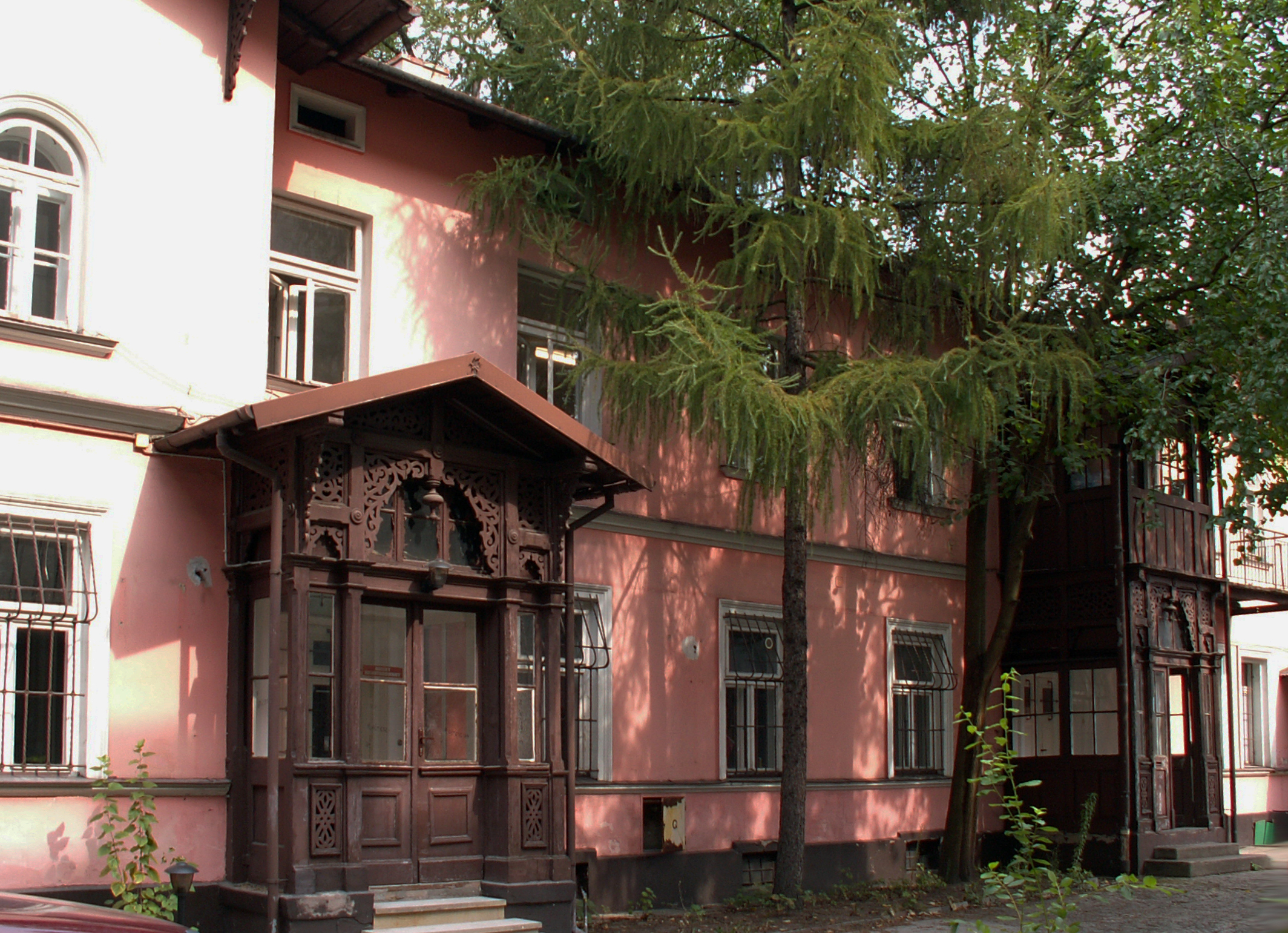
Willa i zakład artystyczno-ślusarski Oremusów, 1878 (stan w 2012) Kraków  ul. Rakowicka 15
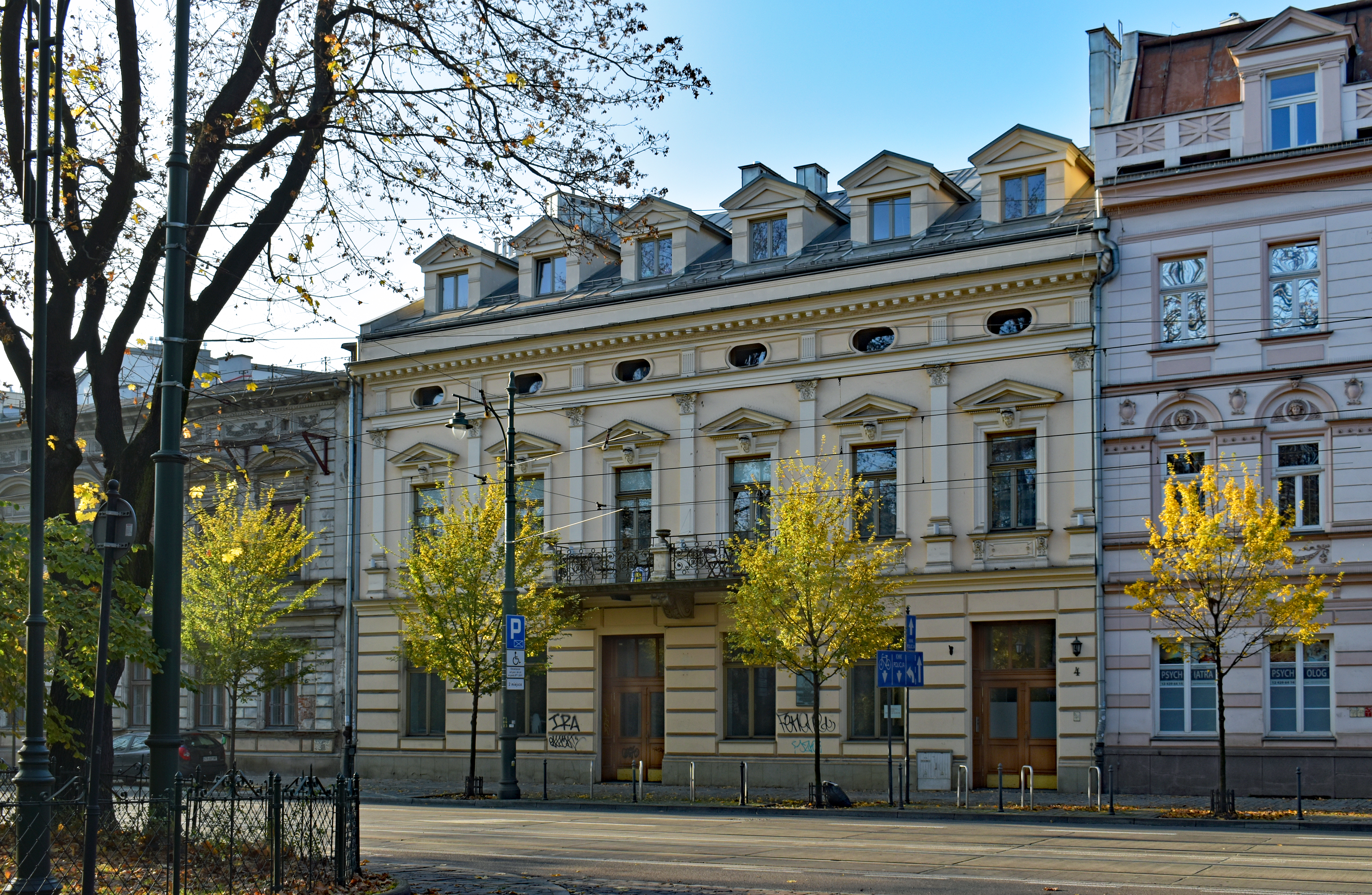
Pałac Dunajewskiego, 1882 Kraków  ul. Dunajewskiego 4
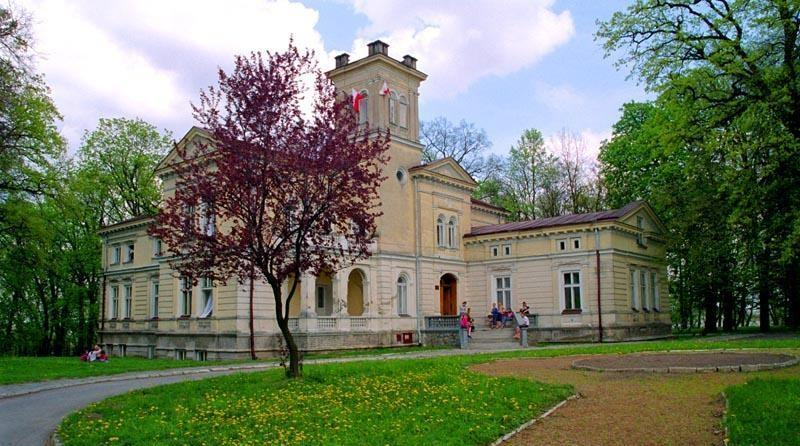
Pałac Moszyńskich, 1885 Łoniów

## Źródła
- Praca zbiorowa Encyklopedia Krakowa, Wydawnictwo Naukowe PWN, Warszawa-Kraków 2000, ISBN 83-01-13325-2
- Praca zbiorowa Zabytki Architektury i budownictwa w Polsce. Kraków, Krajowy Ośrodek Badań i Dokumentacji Zabytków Warszawa 2007, ISBN 978-83-9229-8-1
- Antoni Paweł Kazimierz Łuszczkiewicz h. Rola (ID: psb.16273.2)